# Leninsky (huyện của tỉnh tự trị Do Thái)
Huyện Leninsky (tiếng Nga: Ленинский район) là một huyện hành chính tự quản (raion), của Tỉnh tự trị Do Thái, Nga. Huyện có diện tích 5947 km², dân số thời điểm ngày 1 tháng 1 năm 2000 là 24200 người. Trung tâm của huyện đóng ở Leninskoye.